# وینگو
وینگو (انگلیسی: Wingo) شرکت هواپیمایی کلمبیایی است، که در سال ۲۰۱۶ توسط شرکت کوپا هلدینگ تأسیس شد.